# Minischwein

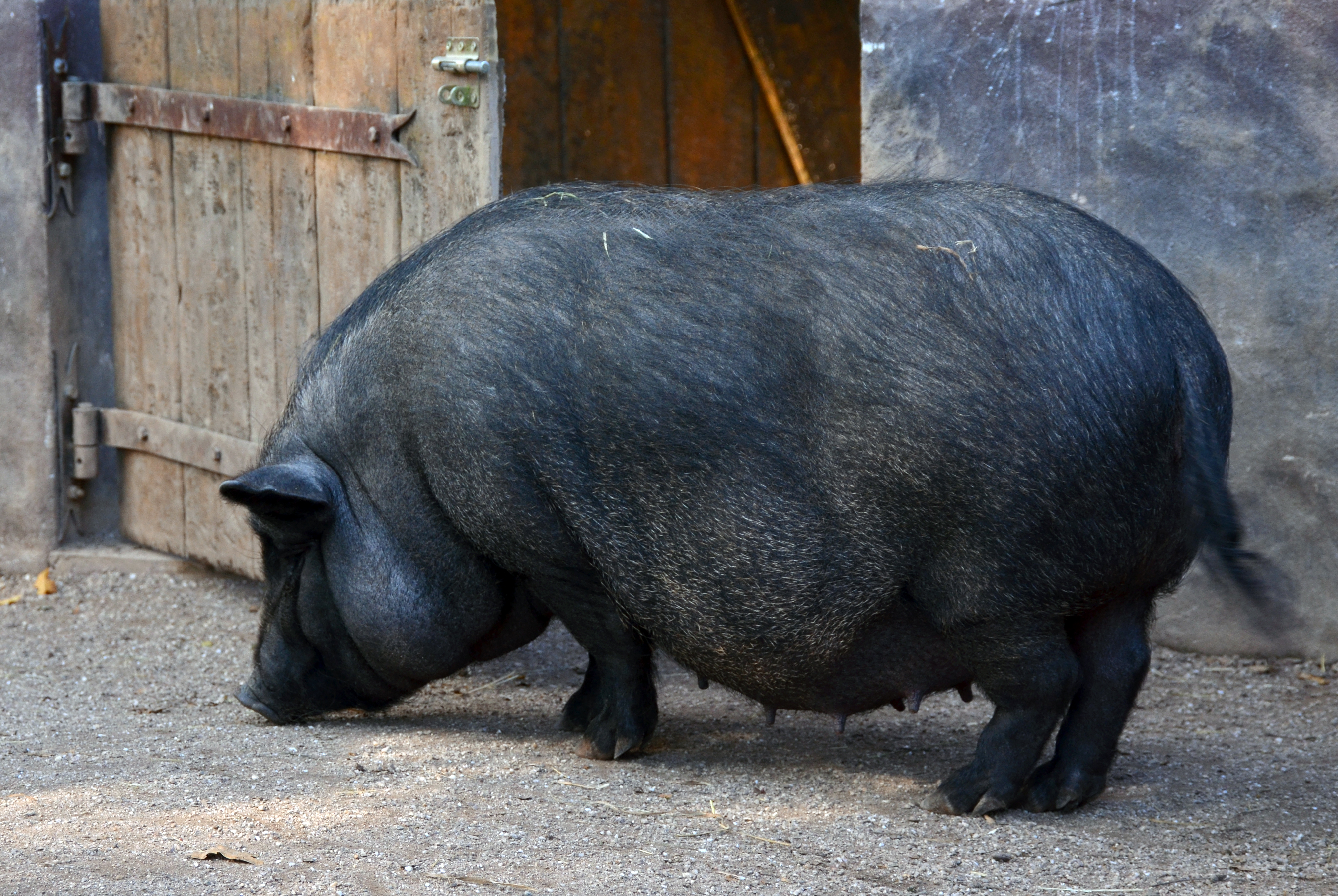
Ausgewachsenes Göttinger Minischwein

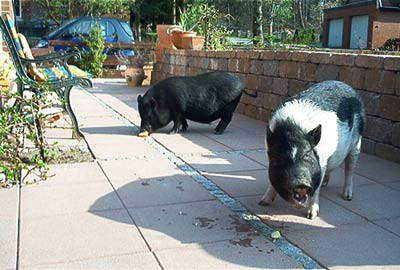
Ca. zwei Jahre alte Minischweine

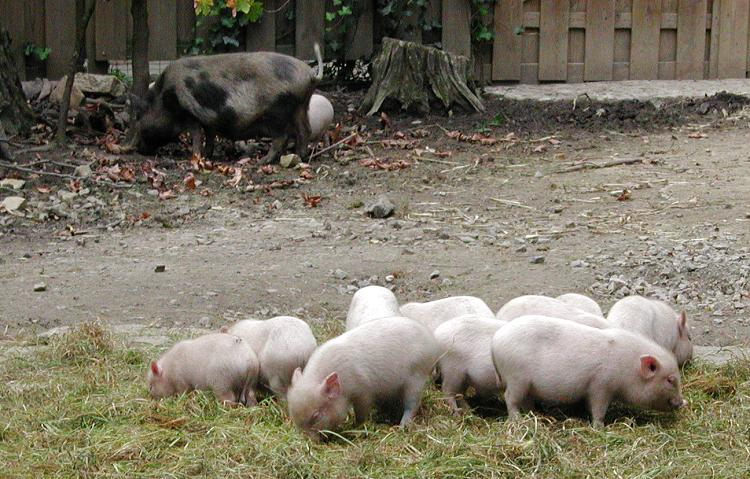
Minischwein-Ferkel

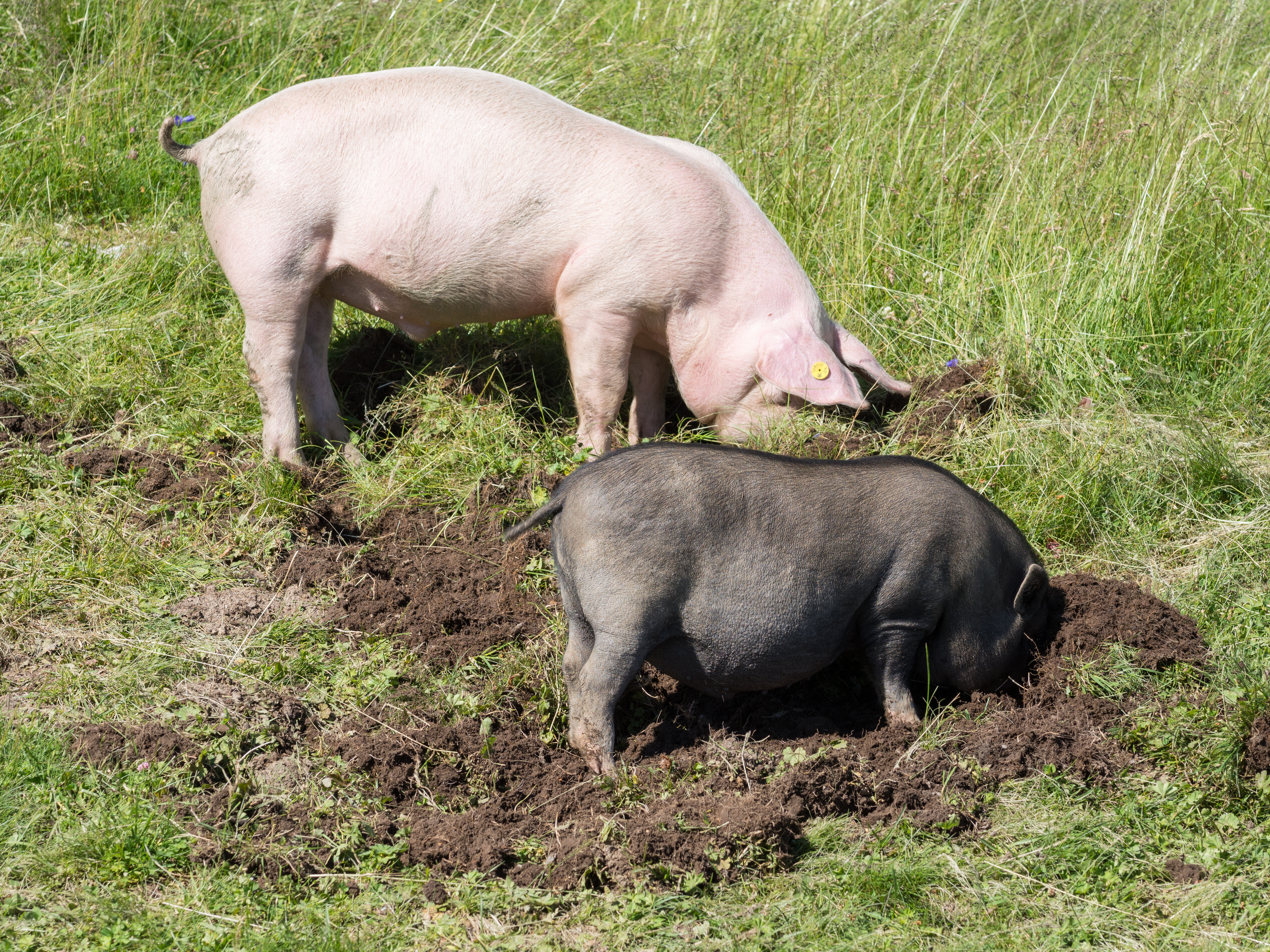
Hausschwein und Hängebauchschwein beim Wühlen in einer Wiese

Als Minischweine oder Miniaturschweine bezeichnet man kleinwüchsige Hausschweine.
Neben ursprünglichen Minischweinrassen aus verschiedenen Regionen gibt es Rassen, die speziell für Versuchszwecke oder für die Hobbyhaltung gezüchtet wurden.

## Geschichte
Bereits im griechischen Altertum hat sich der Mensch die physiologischen und anatomischen Ähnlichkeiten zwischen Schwein und Mensch zu Nutze gemacht, um bestimmte humanmedizinische Zusammenhänge zu erforschen.
Kleine Schweinerassen entstanden allerdings erst wesentlich später im Zuge von Tierversuchen für die systematische medizinische Forschung. Die Vorteile gegenüber großen Schweinen sind der geringere Platzbedarf, die bessere Handhabung während der Tierversuche, geringere Futterkosten und vor allem niedrigere Versuchskosten, da bei der Entwicklung neuer Medikamente die Dosierung nach dem Körpergewicht erfolgt. Das Ziel war ein handliches Versuchstier, welches auf Grund der anatomischen Ähnlichkeiten zum Menschen Vorteile bietet gegenüber anderen Versuchstieren.
Eine der ersten auf geringe Größe gezüchteten Rassen ist das Minnesota-Minischwein, welches in den 1940er Jahren in den USA entwickelt wurde. Nach ihm folgten viele andere.
In den 1960er Jahren erhielten westliche Zoos die ersten Vietnamesischen Hängebauchschweine mit einem Gewicht von um die 80 Kilogramm.
Mit den kleineren Schweinen war die Arbeit einfacher als mit Mast-Schweinerassen, bei denen ausgewachsene Sauen um die 270 kg wiegen.

## Medizinische Forschung
Vietnamesischen Hängebauchschweine wurden für medizinische Forschung in den Bereichen Toxikologie, Pharmakologie, Pneumologie und Kardiologie und Alterung verwendet.
Miniaturschweine wurden für die medizinische Forschung verwendet, darunter experimentelle Chirurgie, Pulmologie, Xenotransplantation und orthopädische Eingriffe. Minischweine werden hauptsächlich wegen biochemischer, anatomischer und physiologischer Ähnlichkeiten zum Menschen eingesetzt. Außerdem entwickeln sie sich schnell, was die Züchtung erleichtert.
Beispielsweise wird daran gearbeitet, Schweineherzen für Herztransplantationen beim Menschen zu verwenden. Dazu wurde das Schweinegewebe gentechnisch verändert, so dass es vom menschlichen Immunsystem akzeptiert wird.

## Hanford Miniature Swine
Die Hanford Labs begann 1958 in Richland, Washington, mit der Entwicklung des Hanford-Miniaturschweins mit zwei Palouse-Jungsauen und einem Pittman-Moore-Eber. Die Größe konnte weiter verringert werden, durch Einkreuzung von weiteren Pittman-Moore- und Swamp Hog-Schweinen aus Louisiana. Die Auslese erfolgte im Alter von 140 Tagen nach Fitness, Haut- und Haarfarbe, Körperbau, Dicke des Haarkleides und Verhalten. Mitte der 1960er Jahre erwarb das Battelle-Institut die Herde und kreuzte Yucatan Miniature Swine in den Bestand ein. 1982 übernahmen die Charles River Laboratories und verlegten die Zucht des Hanford nach Wilmington, Massachusetts, um 1983 dann den Bestand nach Pittsfield zu verlegen. Sinclair Bio Resources erwarb die Hanford-Herde im Jahr 2002 und verlegte die Bestand nach Columbia, Missouri. Das Herdbuch ist geschlossen und reinrassig.

## Göttinger Minischwein

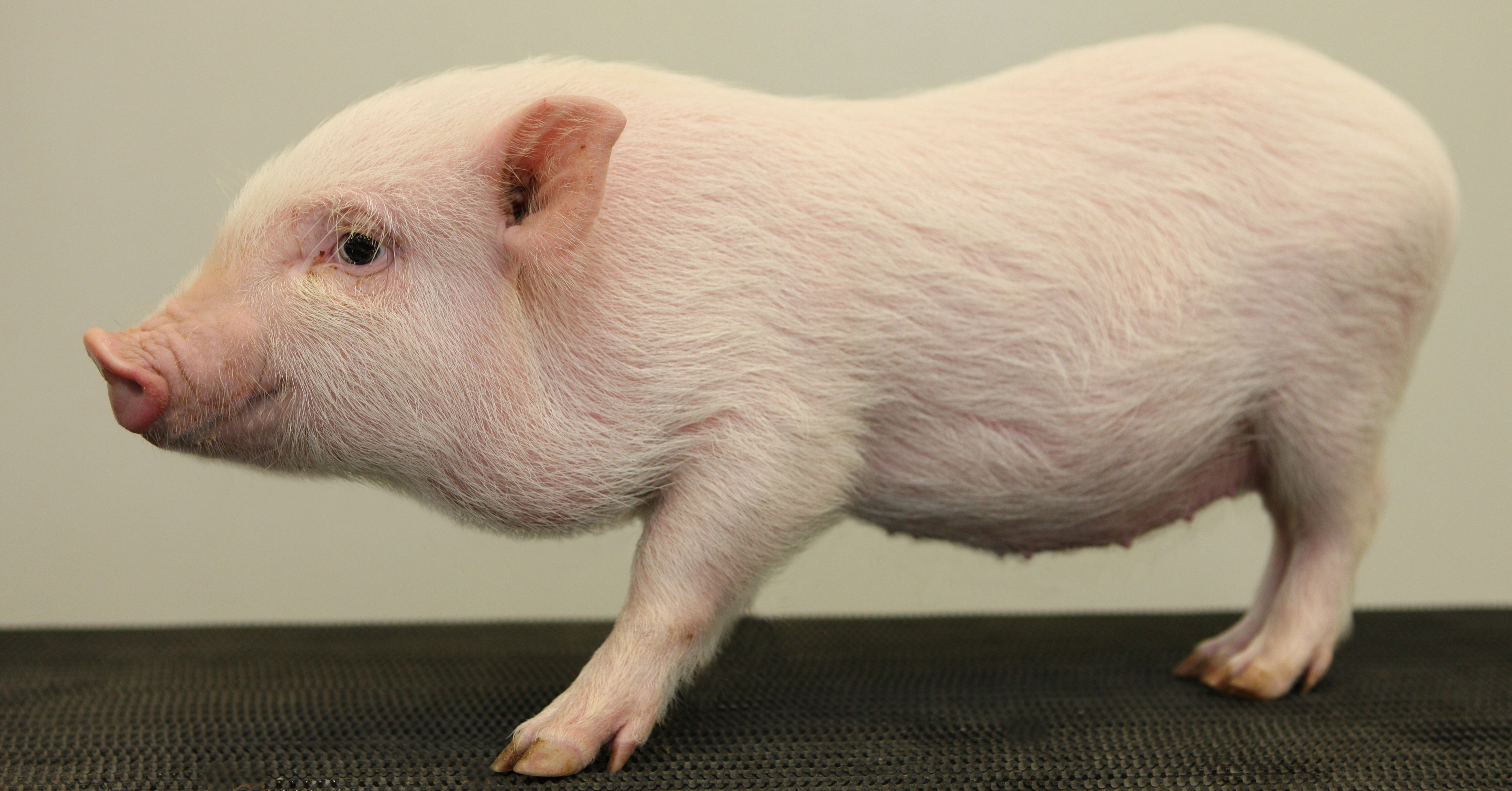
Göttinger Minischwein, Ferkel

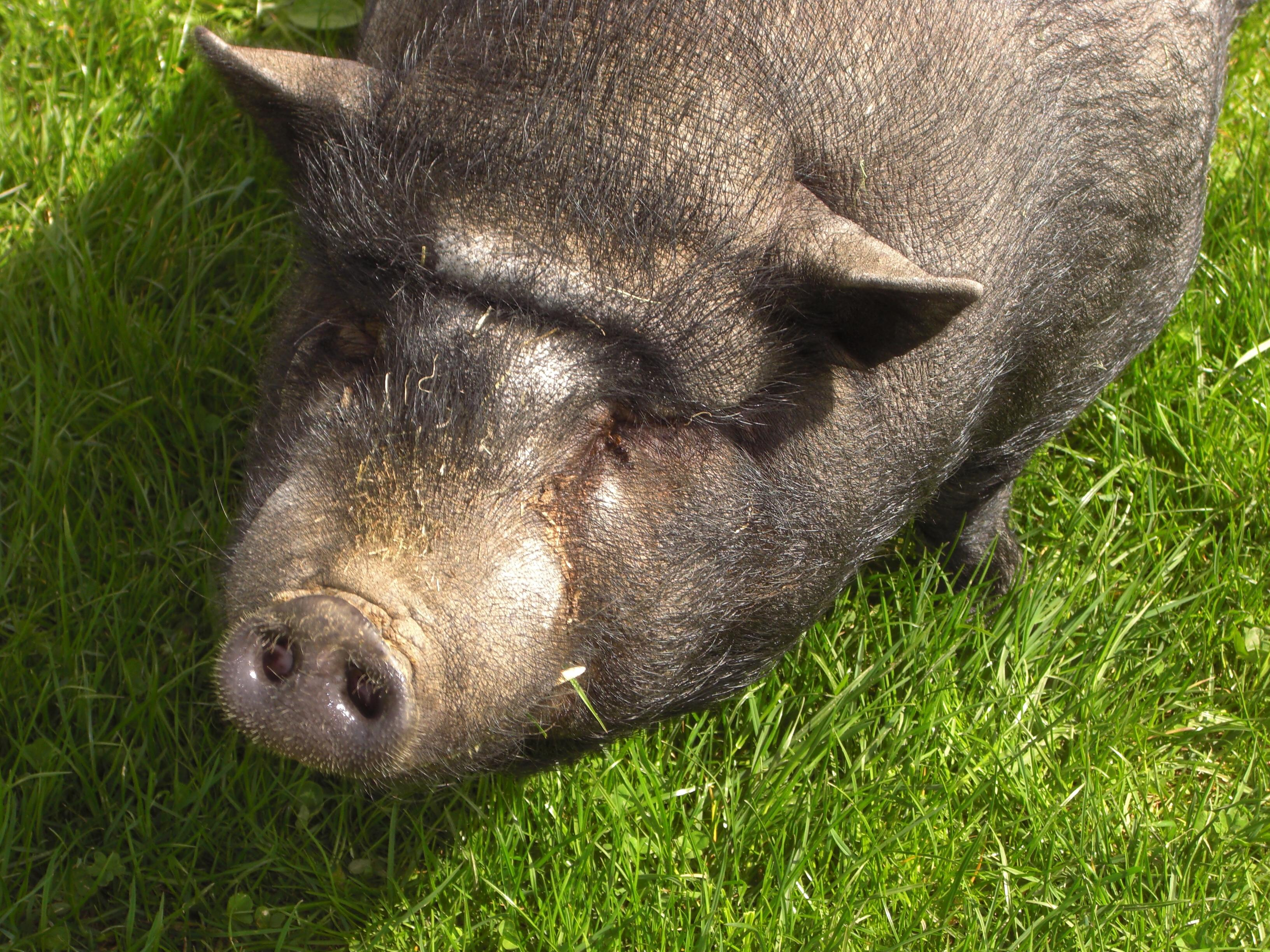
Göttinger Minischwein, Hausschweinrasse, ausgewachsen

Das Göttinger Minischwein ist in den 1960er Jahren in Friedland bei Göttingen an der Universität Göttingen entstanden.
1960 wurden Minnesota Minipigs vom Hormel Institute, Austin, USA, und vietnamesische Hängebauchschweine aus der Wilhelma in Stuttgart gekreuzt. Das Minnesota Minipig war aufgrund seiner geringen Größe und seines sanften Temperamentes interessant, das vietnamesische Hängebauchschwein war dagegen fruchtbar und hatte ein geringes Körpergewicht. Es entstand eine Zuchtlinie kleiner, bunter Schweine.
1965 wurden zusätzlich vietnamesische Hängebauchschweine aus dem Zoo Friedrichsfelde in Ostberlin eingekreuzt. Dadurch wurden die Schweine der Zuchtlinie kleiner. In den Jahren 1965–1969 wurde die Deutsche Landrasse eingekreuzt, um Schweine mit weißer Haut zu erhalten. Bei weißer Haut sind Hautreaktionen besser erkennbar und zwischen den Tieren leichter vergleichbar. Seit 1969 ist das Herdbuch der Göttinger Minischweine geschlossen. Die nach 1969 durchgeführte hygienische Sanierung des Bestands zeigte, dass Umwelteinflüsse auf die Gewichtszunahme einen großen Einfluss haben, da die sanierten Tiere wieder genau so schwer wurden wie die Parentalgeneration vor der Kreuzung. Die Zuchtauslese musste wiederholt werden.
1971 entschloss sich der konventionelle dänische Schweinezüchter Lars Ellegaard dazu, sich auf spezifisch pathogenfreie Versuchstierzüchtung zu spezialisieren, und ließ seinen Schweinebestand entsprechend zertifizieren. Zunächst bot er seinen Kunden aus der Pharmaindustrie normalgroße Schweine an, bevor er auf die Rasse Göttinger Minischwein an der Georg-August-Universität aufmerksam wurde. Die Universität gab ihm die Lizenz, das Göttinger Minischwein zu züchten und zu verkaufen. Ellegaard belieferte zunächst den skandinavischen Markt mit Versuchstieren unter dem Namen Göttingen Minipig™.
1992 wurde die kommerzielle Produktion der Versuchstiere vom genetischen Management, also der Führung des Herdbuchs, getrennt. Die Georg-August-Universität führt das Herdbuch und Ellegaard erhielt die Rechte für die weltweite Produktion, den Verkauf und den Vertrieb von Göttinger Minischweinen.
1993 nahm Ellegaard neue Ställe mit Luftkeimfiltern, keimfreien Wasser, Druckkaskaden und Schleusen, die das Eindringen von Luftkeimen verhindern, sowie Personalschleusen und keimfreie Arbeitskleidung in Betrieb. Dazu wurden drei Dutzend trächtige Sauen von der Georg-August-Universität importiert. Die Sauen wurden unter sterilen Bedingungen per Kaiserschnitt entbunden und die rund 230 Ferkel bildeten den Grundstock der heutigen Herde. Ellegaard empfiehlt, Futter, Einstreu und alles, was in den Stall kommt, zu sterilisieren, eine abwechslungsreiche Umgebung mit Spielzeug und Einstreu, körperliche Zuwendung und Klickertraining, damit sich die Schweine stressfrei und gut entwickeln können, um die Reproduzierbarkeit von Forschungsergebnissen zu gewährleisten, und bietet dafür Schulungen an.
Diese Schweine wurden in ganz Europa verwendet und in kleinem Ausmaß auch nach Nordamerika exportiert.
2002 erhielt die US-amerikanische Firma Marshall Farms (später Marshall BioResources) eine Zuchtlizenz und eine Herde Göttinger Minischweine wurde in die USA exportiert, um dort eine lokale Zuchtherde aufzubauen.
Seit den 2010er Jahren wurden die Schweine auch nach Indien, Israel und China exportiert. Die japanische Firma Oriental Yeast Company erhielt 2010 eine Zuchtlizenz und errichtet eine Zuchtanlage.
Ellegaard bietet inzwischen auch Schweine mit chirurgischen Implantaten, die unter normierten sterilen Bedingungen eingepflanzt wurden, und transgene Schweine an. Der weltweite Einsatz von Göttinger Minischweinen für die biomedizinische Forschung hat in den letzten zwei Jahrzehnten zugenommen. Das Göttinger Minischwein ist derzeit die am häufigsten genutzte Minischweinrasse in der biomedizinischen Forschung.
Zuchtziel ist die Vermeidung von Inzucht und genetischer Drift im Verlauf der Zeit, die genetische Einheitlichkeit der Gesamt-Population über die vier Bestände in Dänemark, Deutschland, USA und Japan hinweg, Gesundheit, Fruchtbarkeit, ein ruhiges Temperament und eine geringe Körpergröße. Es gibt eine weiße und eine bunte Zuchtlinie.
Mit der Verfügbarkeit der Göttinger Minischweine in den USA wurden sie von Liebhabern erworben und als Haustiere genutzt. Heute sind sie aufgrund ihrer geringen Größe eine beliebte Hausschweinerasse. Die Hausschweinrasse Göttinger Minischwein ist jedoch nicht gleichzusetzen mit den genetisch kontrollierten, spezifisch pathogenfreien, unter sterilen Bedingungen gezüchteten Versuchstieren.

## Minischweinrassen
Alle domestizierten Schweine stammen vom Europäischen oder Asiatischen Wildschwein ab. Sie werden mit vier bis acht Monaten geschlechtsreif und müssen in gemischter Haltung kastriert werden. Sie erreichen mit vier Jahren ihre volle Körpergröße. Je nach Rasse erreichen sie 50 cm Schulterhöhe und werden bis zu einem Meter lang. Minischweine werden rund 65 kg schwer und etwa 15 Jahre alt.
Minischweinrassen zeichnen sich durch einen dicken Hängebauch, einen geschwungenen Rücken, eine pummelige Figur, einen runden Kopf, eine kurze Schnauze, kurze Beine, einen kurzen Hals und einen Schwanz mit dichtem Haar am Ende aus.
- Minnesota-Minischwein (en. Minnesota Minipigs), in den 1940er Jahren in den USA zu Tierversuchzwecken gezüchtet
- Hängebauchschwein
- Göttinger Minischwein, in den 1960er Jahren an der Universität Göttingen aus Minnesota-Minischwein, vietnamesischem Hängebauchschwein und Deutscher Landrasse entstanden.

Weitere Laborschweinrassen sind das Bama (China), das Hanford Miniature Swine, das Yucatan Miniature Swine, das Micro-Yucatan Miniature Swine,  das Sinclair, das Aachener Minipig und das Münchner Miniaturschwein.
Bezeichnungen wie „Bergsträßer Knirps“, „Wiesenauer Minischwein“ oder „Tea Cup“ sind von den Züchtern selbst gewählt. Es sind keine Rassestandards vorgegeben und können allenfalls als Zuchtlinie gewertet werden. Bei nicht durchgezüchteten Rassen ist die Größe der ausgewachsenen Tiere unterschiedlich, auch bei Göttinger Minischweinen kommen mitunter überdurchschnittlich große Tiere vor. Schweine werden geschlechtsreif mehrere Jahre, bevor sie ausgewachsen sind. Eine kleine, aber erst wenige Monate alte Muttersau ist kein Hinweis auf eine geringe Endgröße des Nachwuchses.
2015 äußerte das chinesische Forschungslabor BGI aus Shenzhen, dass sie die Laborschweinrasse Bama mit Genome Editing verändert hätten, um besonders kleine Schweine zu erhalten. Diese wollten sie als Haustiere verkaufen, um Geld für die Forschung zu sammeln. Es wurde jedoch kritisiert, dass der Mensch auf diese Weise die Gesundheit anderer Tierarten leichtfertig beeinflusst. BGI ließ den Plan 2017 fallen, weil die Arzneimittelbehörde der Vereinigten Staaten FDA äußerte, sie werde diese Tiere als gentechnisch veränderten Organismus betrachten. Das hätte zu großem bürokratischen Aufwand geführt und weitere Forschung behindert.

## Artgerechte Haltung

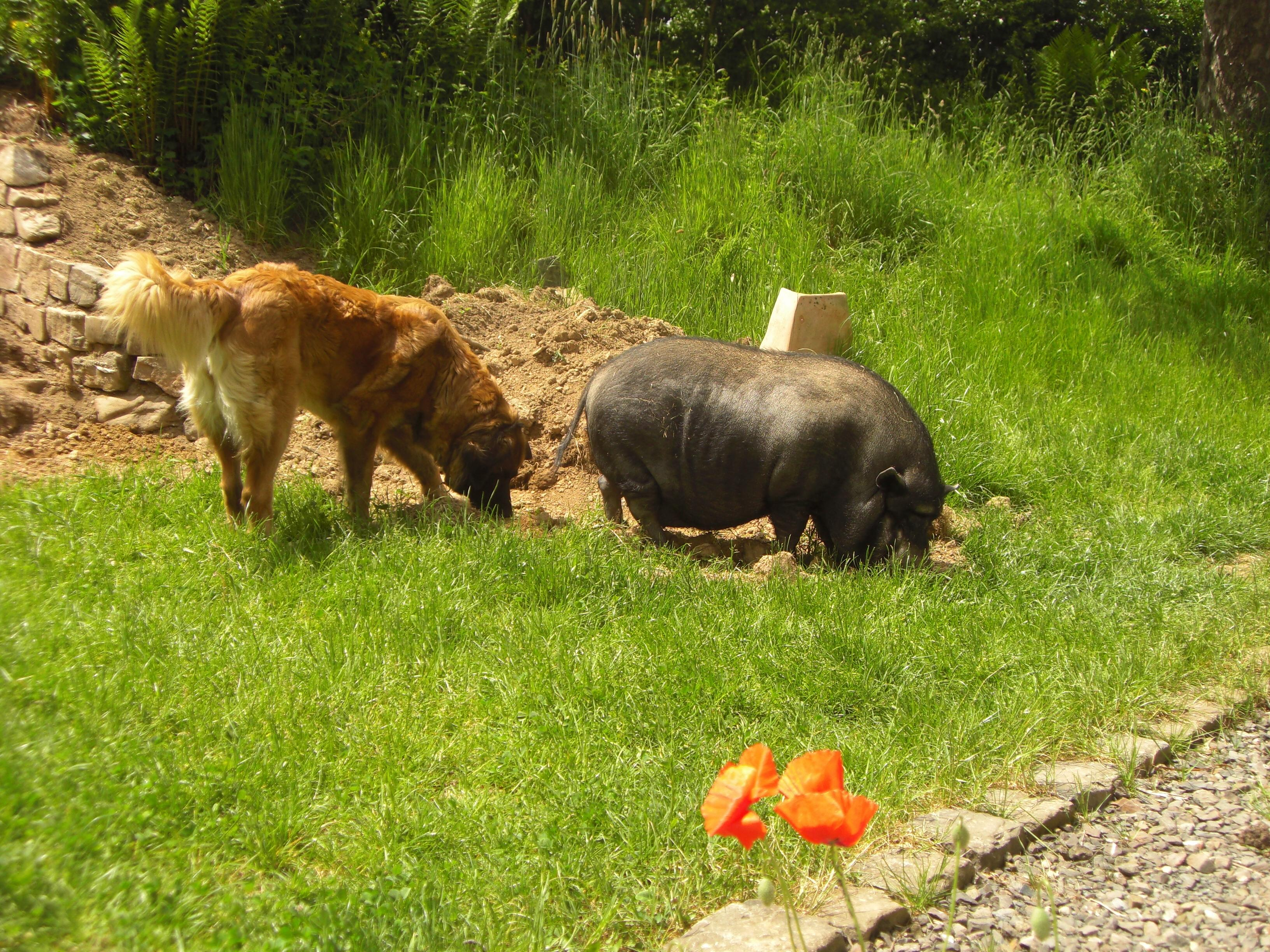
Hunde und Schweine können unter Aufsicht zusammen sein

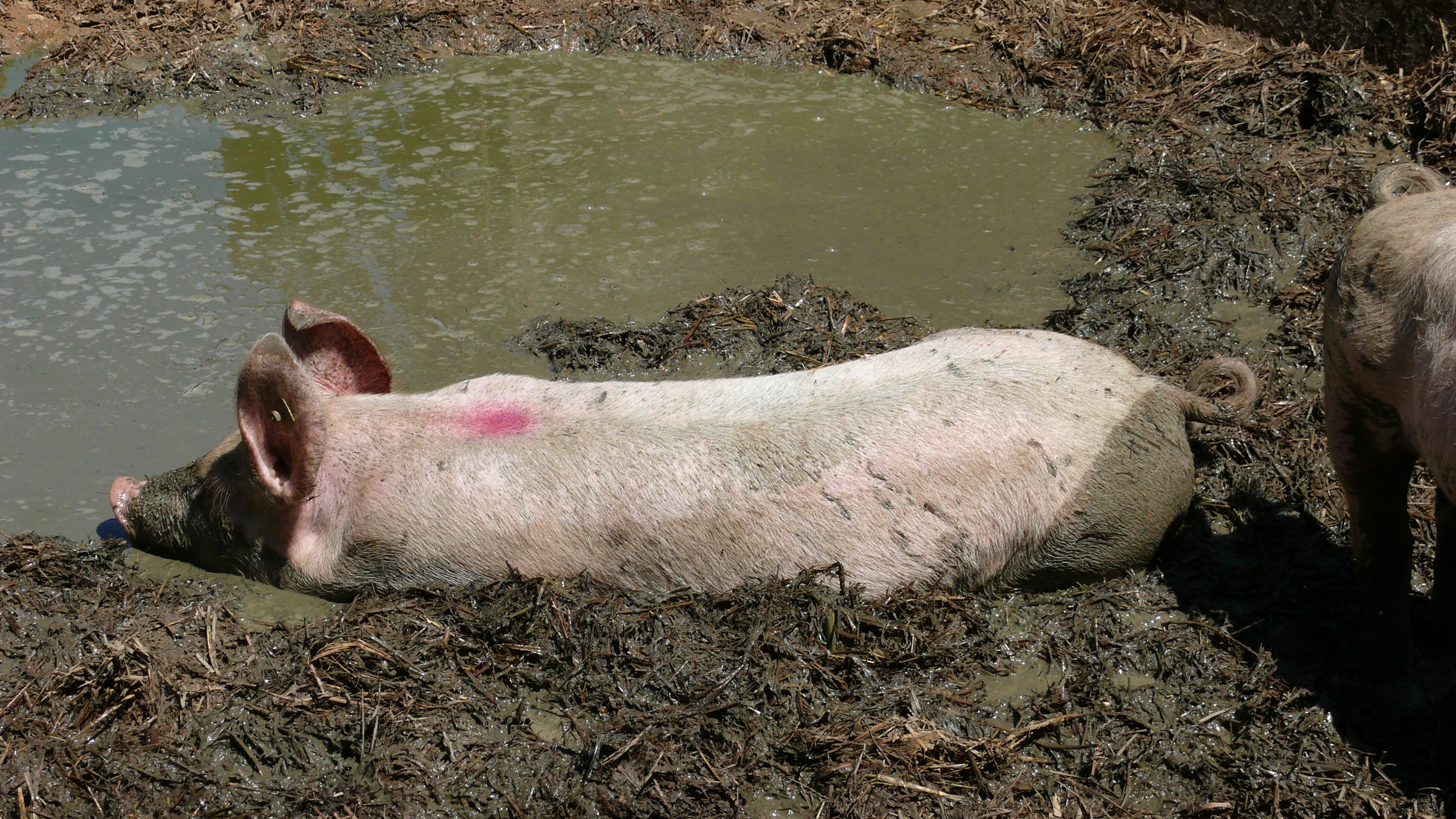
Suhlende Schweine

Minischweine benötigten einen angemessen großen Auslauf sowie einen trockenen Stall im Außenbereich, der mit Stroh eingestreut ist und täglich ausgemistet wird. Wildschweine sind soziale Tiere und leben in Familiengruppen, den Rotten. Für eine artgerechte Haltung müssen Minischweine daher zusammen mit Artgenossen gehalten werden. Ziegen und Schafe sind dafür nicht ausreichend.
Impfungen gegen Rotlauf und Tollwut in tollwutgefährdeten Gebieten sollen regelmäßig durchgeführt und Parasiten regelmäßig bekämpft werden. Medikamente dürfen nur nach tierärztlicher Anordnung gegeben werden und müssen dokumentiert werden. Es dürfen nur für Schweine ausdrücklich zugelassene Medikament verabreicht werden.
Schweine können sich an Katzen gewöhnen und mit Klickertraining konditioniert werden. Hunde und Schweine müssen beaufsichtigt werden.
Veterinärämter gehen bei jeder Schweinehaltung sicherheitshalber von der Nutztierhaltung als der Haltungsform mit den strengeren Vorschriften aus. Die EU-Verordnung Nr. 1069/2009 unterscheidet zwischen Nutz- und Heimtieren. Hier wird ein „Heimtier“ als „ein Tier einer Art, die normalerweise von Menschen zu anderen als zu landwirtschaftlichen Nutzzwecken gefüttert und gehalten, jedoch nicht verzehrt wird“, beschrieben. Weil Heimtiere als Reservoir von Krankheitskeimen angesehen werden, die für Nutztiere gefährlich sein können, dürfen keine Produkte oder Nebenprodukte von Heimtieren in die Futterkette von Nutztieren gelangen.
Als Nutztier unterliegen Schweine sämtlichen Bestimmungen, die für die Landwirtschaft gelten. Das beinhaltet die Meldung bei verschiedenen Behörden und der Tierseuchenkasse, Kennzeichnung und Vorschriften zur Einzäunung des Geländes, der Fütterung, sowie staatlich angeordnete Keulungen im Seuchenfall.

### Fütterung
Für die Fütterung gilt wie bei Hausschweinen das Futtermittelrecht. Speiseabfälle aus Küche und Fleisch dürfen nicht verfüttert werden. Mastfutter für landwirtschaftlich genutzte Schweine ist ebenfalls ungeeignet. 
Als Allesfresser benötigen Schweine eine vielseitige Ernährung. Basis der Fütterung ist das Kraftfutter, beispielsweise Gersten-, Mais-, Weizen- oder Hafer-Schrot, der mit Wasser zu einem dicken Brei verrührt werden muss, bevor er verfüttert wird. Ebenfalls als Kraftfutter eignen sich gekochte Kartoffeln und artgerechtes Mischfutter. Bei Bedarf müssen Mineralstoffe zugefüttert werden. Schweine benötigen für die Verdauung Heu als Rauhfutter. Zur Grünfutter-Versorgung weiden sie Gras und als Saftfutter sind Runkeln und Gemüse geeignet. Äpfel und anderes Obst sollte aufgrund des hohen Zuckergehalts in kleinen Mengen gegeben werden. Eine tägliche Futtermenge von ein bis zwei Prozent des Körpergewichtes ist angemessen. Da Minischweine ihre Futteraufnahme nicht selbst regulieren (vereinfacht ausgedrückt sind sie immer hungrig), muss das Futter rationiert gegeben werden.

### Heimtierhaltung

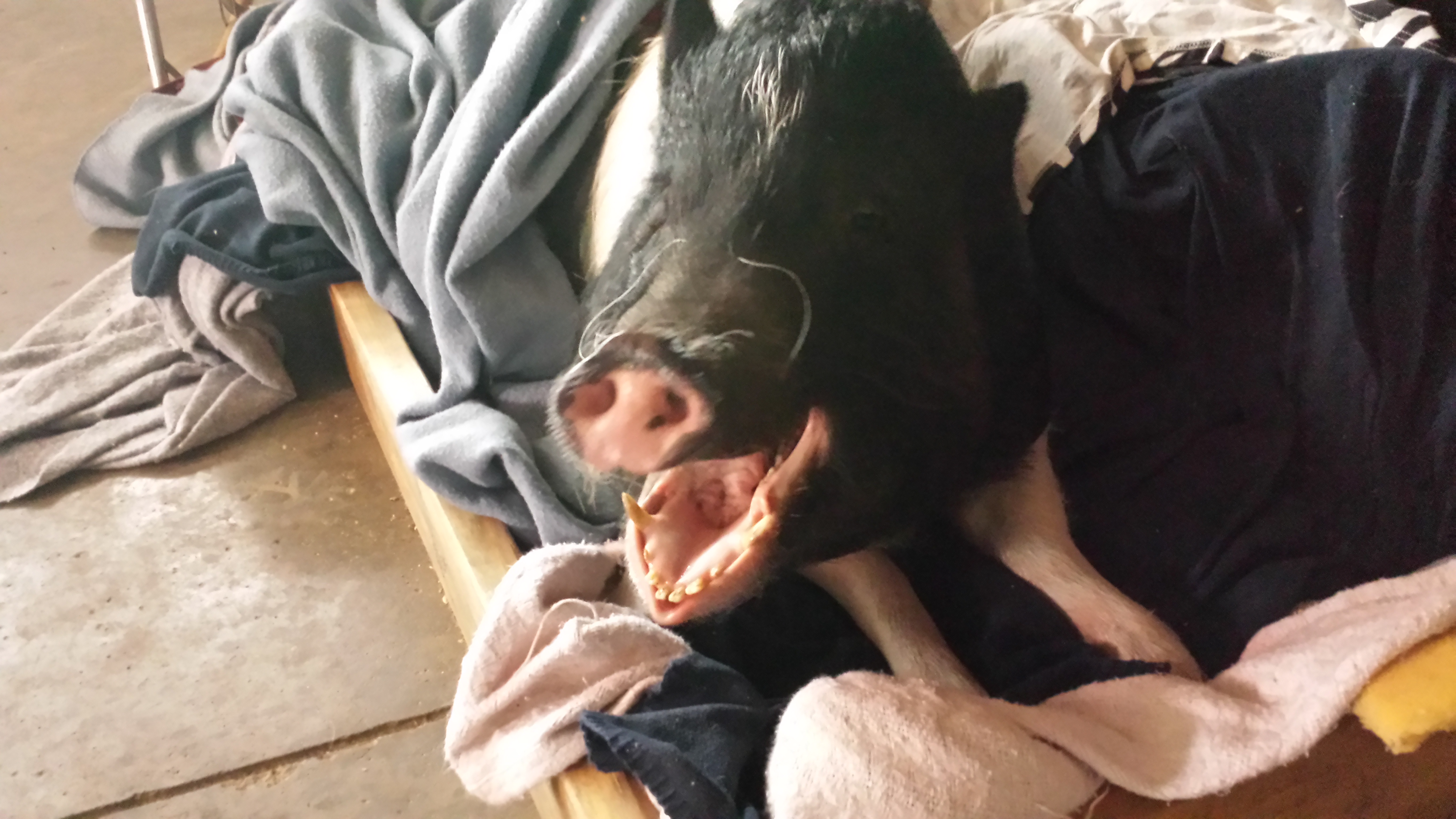
Gebiss eines jungen Minischweins

Minischweine haben die gleichen Anforderungen an eine artgerechte Haltung wie normale Schweine. Dennoch begann sich die Heimtierhaltung von Schweinen von Amerika aus zu verbreiten und verbreitet sich zunehmend auch in Europa. Obwohl Minischweine zum Besuch einer Katzentoilette erzogen werden können, verströmen sie den typischen Schweinegeruch. Häufige Hautpflege mit Shampoo reizt die Haut. Stattdessen benötigen Schweine für die Hautpflege eine Schlammgrube zum Suhlen. Das Suhlen und das anschließende Scheuern gehört zum Komfortverhalten der Schweine. Kleine Kinder dürfen nicht mit Minischweinen allein gelassen werden, da die Schweine sie oft als Rivalen ansehen.